# Loiron
Loiron är en kommun i departementet Mayenne i regionen Pays de la Loire i nordvästra Frankrike. Kommunen ligger i kantonen Loiron som tillhör arrondissementet Laval. År 2018 hade Loiron 1 722 invånare.

## Befolkningsutveckling
Antalet invånare i kommunen Loiron
| Referens: INSEE |